# Ørsted Sogn (Roskilde Kommune)
 For alternative betydninger, se Ørsted Sogn. (Se også artikler, som begynder med Ørsted Sogn)
Ørsted Sogn er et sogn i Roskilde Domprovsti (Roskilde Stift).
I 1800-tallet var Dåstrup Sogn anneks til Ørsted Sogn. Begge sogne hørte til Ramsø Herred i Roskilde Amt. Ørsted Sogn tilhørte Ørsted-Dåstrup Kommune fra 1842 til 1970. Kommunen blev ved kommunalreformen i 1970 indlemmet i Ramsø Kommune, der ved strukturreformen i 2007 indgik i Roskilde Kommune.
I Ørsted Sogn ligger Ørsted Kirke.
I sognet findes følgende autoriserede stednavne:
- Hønske (bebyggelse, ejerlav)
- Hønske Hestehave (areal)
- Risbyholm (ejerlav, landbrugsejendom)
- Ørsted (bebyggelse, ejerlav)
- Ørsted Hestehave (bebyggelse)
- Ørsted Holme (bebyggelse)